# Emilio Nappa
Emilio Nappa (Nápoles, 9 de agosto de 1972) es un arzobispo católico italiano , Secretario general de la Gobernación del Estado de la Ciudad del Vaticano  y Presidente de las OMP

## Biografía
Nació en Nápoles, capital provincial y sede del arzobispado, el 9 de agosto de 1972.

### Formación y ministerio sacerdotal
Formado en el Pontificio Seminario Interregional de Campania en Nápoles de 1991 a 1995, estudió en la Pontificia Facultad Teológica de Italia Meridional . De 1995 a enero de 2000 continuó su formación en  Roma y en la Pontificia Universidad Gregoriana, donde obtuvo el bachillerato en teología en junio de 1996.
El 28 de junio de 1997 fue ordenado sacerdote en la catedral de San Paolo para la diócesis de Aversa por Mons. Lorenzo Chiarinelli .
Obtuvo la licenciatura en teología fundamental en junio de 1998 con una tesis titulada Teología y Literatura. Paradoja de la existencia y fe en los escritos de Graham Green . Posteriormente obtuvo el doctorado en Teología en la Pontificia Universidad Gregoriana en 2004. Desempeña diversas funciones en la diócesis, entre ellas:
- párroco adjunto en la parroquia de San Michele Arcangelo en Aversa ;
- rector de la iglesia de San Rocco en Aversa ;
- director de las SS. Instituto Superior Interdiocesano de Ciencias Religiosas Apóstoles Pedro y Pablo de la zona de Caserta en Capua ;
- Profesor permanente de teología fundamental en las SS. Apóstoles Pedro y Pablo de la zona de Caserta en Capua ;
- profesor permanente de teología fundamental en el Instituto Superior de Ciencias Religiosas San Paolo de Aversa ;
- canónigo de la catedral de San Pablo en Aversa ;
- responsable de la pastoral universitaria de la diócesis de Aversa ;
- profesor de religión en los liceos científicos estatales de Aversa ;
- miembro fundador del comité científico de Eupolis ;
- miembro electo del consejo presbiteral diocesano.

Posteriormente pasó a ser colaborador de la nunciatura apostólica en Italia y funcionario de la sección de asuntos generales de la Secretaría de Estado de la Santa Sede . Desde septiembre de 2022 hasta su nombramiento episcopal será funcionario de la Secretaría de Economía, en la Dirección de Recursos Humanos de la Santa Sede .

### Ministerio episcopal
El 3 de diciembre de 2022, el Papa Francisco lo nombró arzobispo titular de Satriano, secretario adjunto de la sección para la primera evangelización y nuevas Iglesias particulares del Dicasterio para la Evangelización y presidente de las Obras Misionales Pontificias ;  sucede a Giovanni Pietro Dal Toso, que ha concluido su mandato. El 28 de enero de 2023 recibió la ordenación episcopal, en el altar de la Cátedra de la Basílica de San Pedro en el Vaticano, de manos del cardenal Luis Antonio Tagle, proprefecto del Dicasterio para la Evangelización, siendo co-consagrantes el arzobispo Edgar Peña Parra, sustituto para asuntos generales, y el obispo de Aversa, Mons. Angelo Spinillo . 
El 25 de febrero de 2025, el propio Papa lo nombró Secretario General de la Gobernación del Estado de la Ciudad del Vaticano, a partir del 1 de marzo.